# Savoie Handball Club de La Motte-Servolex
Dernière mise à jour : 12 octobre 2020.
Le Savoie Handball Club de la Motte-Servolex ou SHBC La Motte-Servolex est un club français de handball féminin basé à La Motte-Servolex en Savoie. L'équipe première évolue en championnat de France de Nationale 1.

## Historique
Créé au début des années 1980 sous le nom du Handball Club Motterain (HBCM), le club évolue alors au niveau départemental. En 1990, il compte une quarantaine de licenciés avec une majorité de seniors masculins et féminins.
En 1991, le Chambéry Savoie Mont-Blanc Handball décide en assemblée générale de devenir exclusivement masculin. En accord avec la municipalité et dans la perspective de l’ouverture de la Halle des Sports 92, le club de la Motte-Servolex accueille alors le secteur féminin de Chambéry. Le niveau de Nationale 1 du collectif chambérien devient ainsi celui du club motterain.
En juin 1992, à l’issue de sa première saison en championnat de France de Nationale 1, le club change ses statuts et devient le Savoie Handball Club de la Motte-Servolex. La vocation de ce nouveau nom est double : faire connaître et reconnaître le rôle du Conseil Général du département de la Savoie dans le soutien du club et mettre davantage en avant le nom de La Motte-Servolex sur les terrains sportifs de France.
Peu à peu le club devient presque exclusivement féminin et assure le pôle de performance du handball féminin sur le département mais aussi sur le territoire couvert par la ligue Dauphiné-Savoie.
En 1997, le club accède une première fois en Division 2 mais est relégué la saison suivante. En 2009, le club retrouve la Division 2 et y évolue trois saisons avant d’être relégué en 2012.
Lors de la saison 2017/18, le SHBC La Motte Servolex évolue en Nationale 1. Avec son équipe réserve en Nationale 3, c'est le seul club féminin de la Ligue à posséder deux équipes seniors au niveau national.

## Classements de l'équipe 1 depuis 1992
| Saison    | Division | Rang     | Commentaire                                           |
| --------- | -------- | -------- | ----------------------------------------------------- |
| 1992-1993 | Nat. 1   | 6e       |                                                       |
| 1993-1994 | Nat. 1   | 7e       |                                                       |
| 1994-1995 | Nat. 1   | 3e       |                                                       |
| 1995-1996 | Nat. 1   | 2e       |                                                       |
| 1996-1997 | Nat. 1   | 1er      | Accession en Division 2                               |
| 1997-1998 | Div. 2   | 10e      | Descente en Nationale 1                               |
| 1998-1999 | Nat. 1   | 4e       |                                                       |
| 1999-2000 | Nat. 1   | 2e       | Barrage pour la montée en Division 2                  |
| 2000-2001 | Nat. 1   | 3e       |                                                       |
| 2001-2002 | Nat. 1   | 4e       |                                                       |
| 2002-2003 | Nat. 1   | 10e      | Descente en Nationale 2 mais repêchage en Nationale 1 |
| 2003-2004 | Nat. 1   | 8e       |                                                       |
| 2004-2005 | Nat. 1   | 3e       |                                                       |
| 2005-2006 | Nat. 1   | 2e       | Barrage pour la montée en Division 2                  |
| 2006-2007 | Nat. 1   | 7e       |                                                       |
| 2007-2008 | Nat. 1   | 6e       |                                                       |
| 2008-2009 | Nat. 1   | 2e       | Accession en Division 2                               |
| 2009-2010 | Div. 2   | 9e       |                                                       |
| 2010-2011 | Div. 2   | 11e      |                                                       |
| 2011-2012 | Div. 2   | 14e      | Descente en Nationale 1                               |
| 2012-2013 | Nat. 1   | 5e       |                                                       |
| 2013-2014 | Nat. 1   | 6e       |                                                       |
| 2014-2015 | ?        | ?        |                                                       |
| 2015-2016 | Nat. 2   | 4e       |                                                       |
| 2016-2017 | Nat. 2   | 1er      |                                                       |
| 2017-2018 | Nat. 1   | en cours |                                                       |

## Personnalités liées au club
- Laura Ceccaldi : joueuse avant 2014
- Alice Durand : joueuse depuis 2017
- Marion Limal : joueuse de 2001 à 2005[1]
- Véronique Pecqueux-Rolland : joueuse de 1991 à 1992[2]